# Canarium trigonum
Canarium trigonum är en tvåhjärtbladig växtart som beskrevs av Herman Johannes Lam. Canarium trigonum ingår i släktet Canarium och familjen Burseraceae. Inga underarter finns listade i Catalogue of Life.